# Joep de Mol
Joep de Mol né le 10 décembre 1995 à Berkel-Enschot, est un joueur de hockey sur gazon néerlandais. Il évolue au poste de défenseur au HC Oranje-Rood et avec l'équipe nationale néerlandaise.

## Carrière

### Coupe du monde
- : 2018

### Championnat d'Europe
- : 2017, 2021
- : 2019
- Top 8 : 2020